# لوک تنها، تعمیرکار خودرو
لوک تنها، تعمیرکار خودرو (انگلیسی: Lonesome Luke, Mechanic) یک فیلم کمدی صامت کوتاه به کارگردانی هال روچ است که در سال ۱۹۱۷ منتشر شد.

## بازیگران
- هارولد لوید
- اسناب پالرد
- ببه دنیلز
- باد جیمیسون
- سمی بروکس
- سیدنی دی گری
- گاس لئونارد
- دوروثیا والبرت
- ماری موسکینی
- استل هَریسون